# Olympische Winterspiele 1964/Teilnehmer (Libanon)
| Gelbes Symbol für Goldmedaillen mit stilisierten Olympischen Ringen | Graues Symbol für Silbermedaillen mit stilisierten Olympischen Ringen | Braundes Symbol für Bronzemedaillen mit stilisierten Olympischen Ringen |
| ------------------------------------------------------------------- | --------------------------------------------------------------------- | ----------------------------------------------------------------------- |
| —                                                                   | —                                                                     | —                                                                       |

Der Libanon nahm an den IX. Olympischen Winterspielen 1964 im österreichischen Innsbruck mit einer Delegation von vier männlichen Athleten in einer Disziplin teil.

## Teilnehmer nach Sportarten

### Ski Alpin
Männer
- Sami Beyroun
Abfahrt: Rennen nicht beendet
Riesenslalom: 80. Platz (3:14,65 min)
Slalom: disqualifiziert

- Nazih Geagea
Abfahrt: 67. Platz (2:55,34 min)
Riesenslalom: 70. Platz (2:30,24 min)
Slalom: im Vorlauf ausgeschieden

- Jean Keyrouz
Abfahrt: 74. Platz (3:40,44 min)
Riesenslalom: 76. Platz (2:44,51 min)
Slalom: im Vorlauf ausgeschieden

- Michel Rahme
Abfahrt: 75. Platz (3:55,15 min)
Riesenslalom: 75. Platz (2:42,28 min)
Slalom: im Vorlauf ausgeschieden